# Tanzania en los Juegos Olímpicos de Moscú 1980
Tanzania estuvo representada en los Juegos Olímpicos de Moscú 1980 por un total de 41 deportistas, 36 hombres y 5 mujeres, que compitieron en 3 deportes.

## Medallistas
El equipo olímpico tanzano obtuvo las siguientes medallas:
| Nombre           | Deporte   | Competición         |
| ---------------- | --------- | ------------------- |
| Oro              |           |                     |
| —                |           |                     |
| Plata            |           |                     |
| Filbert Bayi     | Atletismo | 3000 m obstáculos M |
| Suleiman Nyambui | Atletismo | 5000 m M            |
| Bronce           |           |                     |
| —                |           |                     |